# Macropelopia asamamirus
Macropelopia asamamirus är en tvåvingeart som beskrevs av Sasa och Hirabayashi 1993. Macropelopia asamamirus ingår i släktet Macropelopia och familjen fjädermyggor. Inga underarter finns listade i Catalogue of Life.